# António Dembo
António Nabuco Sebastião Dembo (Nambuangongo, 25 de agosto de 1944 – Moxico, 25 de fevereiro de 2002) foi um engenheiro, político, diplomata e comandante militar angolano.
É conhecido principalmente por ser o auxiliar mais próximo de Jonas Savimbi e o segundo presidente da União Nacional para a Independência Total de Angola (UNITA). Foi participante ativo na guerra civil, comandante das forças especiais da UNITA e general do exército rebelde Forças Armadas de Libertação de Angola (FALA). Ele morreu de ferimentos recebidos na mesma batalha que Savimbi morreu.

## Biografia
Nascido em 25 de agosto de 1944 na zona rural do município de Nambuangongo, seu pai era Sebastião Dembo, um pastor metodista que trabalhava nas comunidades rurais do Bengo. Sua mãe era a trabalhadora doméstica Muhembo Nabuco. Na juventude de António Dembo, seu pai foi nomeado para liderar a congregação metodista de Muxaluando, ganhando notoriedade por seu domínio da oratória.
Dembo recebeu os estudos primários na escola metodista de Muxaluando. No início da década de 1960 conseguiu uma bolsa de estudos e seguiu para El Harrach, na Argélia, onde recebeu educação em língua francesa e concluiu seus estudos secundários. Iniciou sua educação superior em engenharia radioeletrônica na Escola Nacional de Engenheiros e Técnicos da Argélia (atualmente Escola Militar Politécnica), e os concluiu na Escola Nacional de Radioeletrônica de Paris (atualmente Escola Central de Eletrônica). Enquanto em Paris, tomou parte nos movimentos estudantis de 1968.
Em 1969 filiou-se à UNITA e passou a ser combatente na luta anticolonial. Em 1974 foi designado para servir como delegado da UNITA em Luanda nas negociações que geraram o entendimento de Bucavu entre as três organizações nacionalistas angolanas. Foi designado para coordenar o escritório da UNITA no Uíge no mesmo ano.
Em janeiro de 1975 compôs o Conselho Presidencial do Governo de Transição, estabelecido pelo Acordo do Alvor, como Ministro do Trabalho e Segurança Social, sendo secretariado por Cornélio Caley, do Movimento Popular de Libertação de Angola (MPLA), e Baptista Nguvulu, da Frente Nacional de Libertação de Angola (FNLA).
A derrota militar da UNITA em Luanda na data da independência angolana faz com que Savimbi, em 10 de maio de 1976, publique o "Manifesto do Rio Cuanza", onde reorganiza a diretoria do partido, nomeando Dembo como Vice-Comandante Militar da Frente Sul-Cunene.
De 1977 a 1982 Savimbi o destaca como representante do partido em diversos países africanos para arrecadar fundos e recrutar apoiadores e militantes.
Em 1982, Dembo comandou a Frente Norte da ala armada da UNITA, as Forças Armadas de Libertação de Angola (FALA). Sua indicação com a de Ernesto Mulato vinha duma estratégia de tentar enraizamento da UNITA nas províncias do norte angolano, onde a UNITA — ao contrário do leste e do sul — não tinha um forte apoio etno-tribal. A estratégia também era tomar o terreno antes dominado pela FNLA, que estava se retirando das zonas de combate.
A partir de 1984 passou a comandar uma unidade de especial da UNITA, com a patente de general nas FALA. Participou em muitas batalhas, incluindo a Batalha de Cuito Cuanavale, a Guerra dos 55 Dias e o Massacre do Dia das Bruxas. Tornou-se parte do seleto grupo dos comandantes de campo chave das FALA/UNITA, juntamente com Samuel Chiwale, Demósthenes Chilingutila, Arlindo Pena Ben-Ben e Paulo Lukamba Gato. Em 1992, após a morte de Jeremias Chitunda, tornou-se vice-presidente da UNITA e o principal conselheiro militar de Savimbi. Passou a ser classificado entre os "homens fortes da UNITA", foi considerado um "savimbista sólido" — tal como Paulo Lukamba Gato e Abel Chivukuvuku —, parte do parte do círculo de confiança de Jonas Savimbi, único não-ovimbundo em tal posição.
Em 1997 Savimbi passou a publicamente o apontar como seu sucessor em caso de sua morte, o destacando a partir de abril de 1998 para reuniões com os representantes do Estado angolano. Mesmo assim Dembo, tal como Savimbi, tinha uma posição intransigente em relação aos poderes oficiais.
A partir de 2000 o cerco à Savimbi foi intensificado pelas Forças Armadas Angolanas, de tal forma que Dembo teve que organizar a defesa do acampamento nómada do líder da UNITA, com o fornecimento de munições, alimentos e remédios. Neste momento, Dembo já estava debilitado de saúde por uma diabetes severa e precisava de insulina e medicamentos constantemente.
Tentou fazer uma travessia arriscada pela província do Moxico, sendo caçado pelas forças especiais governamentais do general Carlitos Simão Wala no vale do rio Luvuei. Em 22 de fevereiro de 2002, foi ferido na mesma batalha que matou Savimbi. Com os soldados restantes, foi capaz de empreender fuga na selva. No mesmo dia António Dembo assumiu a liderança da UNITA e anunciou a continuação da luta.

## Morte
Acabou morrendo somente três dias após assumir o comando da UNITA, em 25 de fevereiro de 2002, em função dos ferimentos que pioraram devido ao seu quadro de diabetes. Mesmo morto, a UNITA permaneceu em silêncio por alguns dias e só anunciou oficialmente a fatalidade a 5 de março de 2002. Depois dele, a liderança da UNITA passou para Paulo Lukamba Gato.

## Vida pessoal
António Dembo foi casado três vezes, teve três filhos e uma filha. A sua primeira mulher, Judith Bandua Dembo, foi coordenadora de ajuda humanitária no departamento diplomático da UNITA. A sua segunda mulher, Maria Neves, participou na última travessia de combate de Savimbi. A terceira esposa, Dores Chipenda, foi capturada pelas tropas do governo e mantida na prisão nos últimos dias de seu marido.